# Paul Hoffmann (Germanist)
Paul Hoffmann (* 5. April 1917 in Willendorf in der Wachau, Österreich-Ungarn; † 2. Mai 1999 in Tübingen) war ein neuseeländischer Germanist, Professor of German an der Victoria University in Wellington und  Ordentlicher Professor für Deutsche Philologie an der Universität Tübingen.

## Leben und Wirken
Paul Hoffmann stammte aus einer wohlhabenden liberalen Familie. Seinen jüdischen Vater, der ein Studium der Agrarwissenschaften absolviert hatte, zog es auf das Land; so wuchs Hoffmann auf einem Bauernhof in der Wachau auf. In Kremsmünster besuchte er das altsprachliche Gymnasium, das dem Benediktinerkloster angeschlossen war. Dort und in Krems war er auch als Messdiener tätig; Hoffmanns Mutter war katholisch.
Hoffmann studierte von 1935 bis 1939 in Wien Germanistik und Geschichte. Seiner jüdischen Herkunft wegen wurde er von den Nationalsozialisten in Österreich verfolgt und floh mit seiner Familie nach Neuseeland. Hoffmanns bereits fertiggestellte, aber noch nicht eingereichte Doktorarbeit über Franz Grillparzer, die sich in seinem Exilgepäck befand, verlor er bei einem Schiffsuntergang auf der Reise in die Antipoden. Dort musste er sich wirtschaftlich jahrelang mit landwirtschaftlichen Jobs über Wasser halten; seine knapp bemessene freie Zeit nutzte er, um seine literarischen und philosophischen Kenntnisse zu vertiefen. Hoffmann konnte eine große Anzahl wichtiger, auch umfangreicher deutscher Gedichte im vollen Wortlaut zitieren; er hatte sie teilweise beim Melken und Traktorfahren hergesagt und dabei auswendig gelernt. Als die Familie nach Runciman in der Nähe Aucklands zog, begann Hoffmann ein Teilzeitstudium an der Auckland University.
In Auckland traf er im Juni 1940 auch den Exildichter Karl Wolfskehl, dessen Persönlichkeit und Werk Hoffmann tief beeindruckte und mit dem er sich über deutschsprachige Literatur, Theologie und Philosophie austauschte. Hoffmanns Interesse an der Dichtung Friedrich Hölderlins wurde durch Wolfskehl gefördert, der wie die meisten Mitglieder des Kreises um Stefan George von Hölderlins Dichtung fasziniert war und der seinen Freund Norbert v. Hellingrath ideell und finanziell bei der Wiederauffindung der späten Hymnen Hölderlins kurz vor Beginn des Ersten Weltkrieges unterstützt hatte. Hoffmann las dem extrem sehbehinderten Wolfskehl Werke der englischsprachigen Literatur vor und half ihm bei seinem ausgedehnten Briefwechsel. Bei Wolfskehl lernte er auch die neuseeländischen Dichter A.R.D. Fairburn, R.A.K Mason und Frank Sargeson kennen. 1947 schloss Hoffmann seine Aucklander Studien mit dem Magistertitel ab und heiratete seine Jugendliebe Eva Bichler.

1951 gingen die Hoffmanns für einige Zeit nach Wien zurück, wo Paul Hoffmann 1958 mit einer Arbeit über Wolfskehls Exil-Dichtung promovierte. Hofmanns Doktorat war die erste eingehende Untersuchung zu diesem Thema und eine Pionierarbeit der Wolfskehl-Forschung, die ihn zeitlebens beschäftigte. In seiner Untersuchung über das Wolfskehl'sche Spätwerk, vor allem die dezidiert jüdisch-religiöse Dichtung darin, war Hoffmann der erste, der Wolfskehl nicht vornehmlich als Autor des George-Kreises las. In seinen Ausführungen zu Wolfskehls Adaption der Hiob Dichtung aus dem Tanach (Alten Testament) schrieb Hoffmann, der das Leid des beinahe völlig erblindeten und verarmten Wolfskehl in besonderer Weise einschätzen konnte, und der die Autordimension der (religiösen) Dichtung stets sensibel berücksichtigte:
'Hiob', das ist für Wolfskehl ein [...] metaphysisches Gesetz [...] Als Mitträger dieses Gesetzes fühlt sich der Dichter und weiß so sein persönliches Geschick in einen überpersönlichen Zusammenhang gerückt, der ihn des Leides nicht enthebt, der aber dem Leid seine Weihe gibt. Er weiß, daß Hiob sich in ihm inkarniert und daß „Fluch und Gnade“ des Judenschicksals sein Dasein auf die mythische Ebene heben will. 
Hoffmann beriet später die Literaturwissenschaftlerin Cornelia Blasberg bei der Publikation und Kommentierung von Wolfskehls exilischen Briefwechseln aus Italien und Neuseeland. Noch kurz vor seinem Lebensende vollendete Hoffmann als Herausgeber ein Auswahlausgabe von Wolfskehls Gedichten, Essays und Korrespondenz, die er, gespeist aus wissenschaftlicher Expertise und persönlicher Empathie, mit einem großen monographischen Essay begleitete.
Von 1959 bis 1970 leitete Hofmann die Deutschabteilung an der Victoria University in der neuseeländischen Hauptstadt Wellington, zunächst als Senior Lecturer, ab 1964 dann als Professor. Unter seiner Leitung gewann die Fakultät ein eigenständiges modernes Profil. Seiner Zeit weit vorausschauend engagierte sich Hoffmann gemeinsam mit Kollegen in Englisch, Französisch und Russisch auch für interdisziplinäre und komparative Forschung und Lehrangebote. Zusammen mit Lisl Hilton war er einer der Gründer und ein langjähriger Präsident der Wellingtoner Goethe-Gesellschaft. 1978 erhielt er für seine Verdienste um die neuseeländische Wissenschaft und seine internationale Verbindungsarbeit die Queen’s Service Medal.
1970 wurde Hoffmann als Professor für Neuere Deutsche Philologie nach Tübingen berufen; zu einer Zeit, als die Westdeutsche Studentenbewegung auch an der Eberhard Karls Universität sehr aktiv war. Hoffmann begegnete den kulturpolitischen Aktivitäten der Studierenden mit wohlwollendem Interesse, ließ sich jedoch von extremen Forderungen, wie der 'Abschaffung der Germanistik' und radikalem politisch motivierten Methodenwechsel nicht beirren und bestand auf dem grundsätzlichen Respekt für alle humanistischen Texte und ihre Autoren, bevor sie einer eingehenden, durchaus auch kritischen Analyse unterzogen wurden. Hoffmanns Nachfolger in Wellington, Hansgerd Delbrück, gab 1987 zusammen mit Kollegen Hoffmanns aus der Neuseelandistik wie Nelson Wattie und der Philosophie wie Peter Munz eine Festschrift für seinen kollegialen Mentor und Freund Hoffmann heraus, in der das breite Spektrum von dessen kulturwissenschaftlichen Interessen sichtbar wird. Hoffmanns Forschungs- und Lehrtätigkeit reichte von Shakespeare Übersetzungen, der Weimarer Klassik und Hölderlin bis zur Symbolismusforschung, von Arbeiten über Rilke und Cézanne zu Paul Celan und Erich Fried. Die Dichterin Ilse Aichinger beteiligte sich 1997 an einer weiteren Festgabe unter dem Titel Dem Dichter des Lesens. Gedichte für Paul Hoffmann für den feinsinnigen und ungemein belesenen Hoffmann, dessen exegetischen und interpretativen Arbeiten sich durch genauestes Lesen (‘close reading’), ein besonderes Gespür für klangliche und prosodische Realisierung von Texten, und weitgefächerte theoretische Kenntnisse auszeichnen.
Zusätzlich zu seiner wissenschaftlichen Arbeit engagierte sich Hoffmann bis weit über seine Emeritierung hinaus für zeitgenössische Dichter, u. a. durch Lesungen und Besprechungen; legendär wurden die von ihm organisierten und eingeleiteten Dichterlesungen im Tübinger Hölderlinturm. International geschätzt wurde er auch für Rat und Unterstützung, die er an seine zahlreichen Doktoranden, internationalen Studierenden und Kollegen gleichermaßen freigebig weitergab. Paul Hoffmann starb 1999 in Tübingen, wo er auch seine letzte Ruhestätte fand.
Der Schlusssatz der letzten großen Veröffentlichung zu Ehren Hoffmanns von 1997 hieß „Nachdem ich jahrelang mit Gedichten allein gewesen war, wurde mir das Glück des gemeinsamen Lesens zuteil“ und liest sich wie sein innerstes Bekenntnis. Der „Dichter des Lesens“, wie die bibliophile Anthologie, die aus Anlass seines 80. Geburtstags erschien, ihn nannte, war nicht nur ein konzentrierter Einzelleser, sondern auch ein poetischer Virtuose ('Dichter') der gemeinsamen Lektüre, wohl auch weil er auf umfangreiche diskursive Gemeinschaft lange hatte verzichten müssen: die Jahre seines Aufenthalts in Neuseeland haben ihn nachhaltig geprägt.

## Werke von Paul Hoffmann (Auswahl)

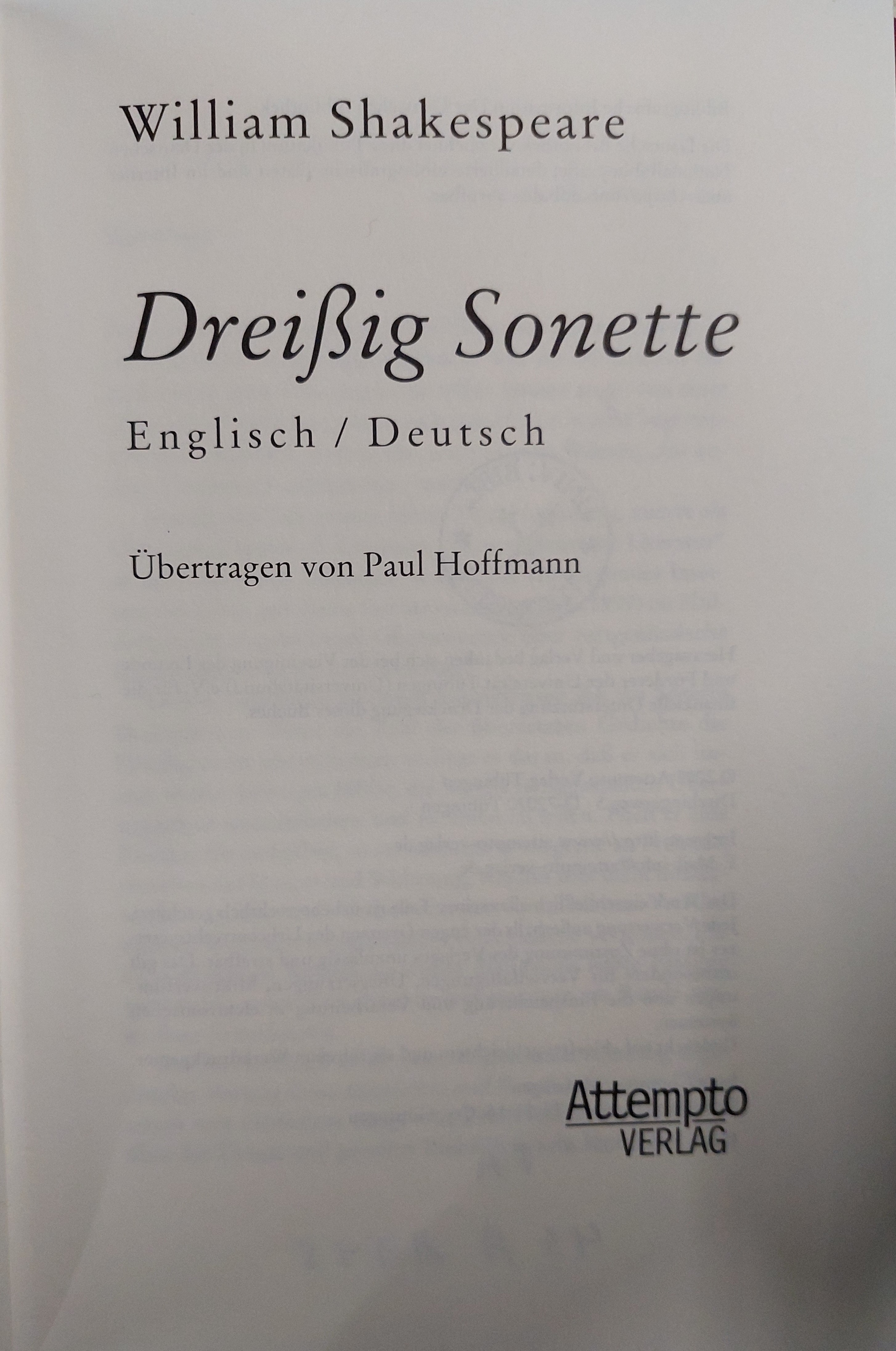
Shakespeare Sonette (2001)

- Das erneute Gedicht. Suhrkamp Verlag, Berlin, 2001

- Symbolismus. Fink, München, 1987

- Das religiöse Spätwerk Karl Wolfskehls. Dissertation, maschinenschriftlich, Wien 1958

### Als Übersetzer, Herausgeber und Berater
Als Übersetzer William Shakespeares:
- William Shakespeare, Dreißig Sonette. Attempto, Tübingen, 2002

- Karl Wolfskehl: Tübinger Symposion zum 50. Todestag (zusammen mit Klaus Bruckinger). Stauffenburg Colloquium Bd. 55, Tübingen, 1999

- Karl Wolfskehl: Briefwechsel aus Neuseeland 1938–1948. Mit einem Vorwort von Paul Hoffmann hrsg. von Cornelia Blasberg (2 Bd.) Luchterhand Literaturverlag, Darmstadt, 1998

- Karl Wolfskehl. Gedichte, Essays, Briefe (hrsg. zusammen mit Cornelia Blasberg). Jüdischer Verlag, Berlin, 1999

### Festgaben
- Sinnlichkeit in Bild und Klang: Festschrift für Paul Hoffmann zum 70. Geburtstag (hrsg. von Hansgerd Delbrück) Akademischer Verlag, Tübingen, 1987

- Dem Dichter des Lesens. Gedichte für Paul Hoffmann. Von Ilse Aichinger bis Zhang Zao. Attempto, Tübingen, 1997